# Амилоза
Амилозата е линеен полимер (полизахарид), изграден от α-D-глюкозни единици.
Тя е един от двата компонента на нишестето, изграждаща приблизително 20-30% от структурата му. Другият компонент е амилопектинът, който съставлява останалите 70-80%.
Тъй като е плътно опакована структура, амилозата е по-устойчива на хидролиза от другите форми на скорбяла и не се смила в тънките черва. Заради тези си свойства амилозата е и ефективен пребиотик.

## Структура
Амилозата е изградена от глюкозни остатъци свързани чрез α-(1→4) гликозидна връзка. Броят на мономерните единици обикновено варира в рамките от 300 до 3000, но е възможно да достигне и много хиляди.
Съществуват три различни форми, в които амилозната верига съществува. Може да бъде под формата на неорганизирана аморфна структура или две различни спирални форми. Може, увивайки се около себе си, да образува двойно спирални структури (A или B форма), или може да се свърже с друга хидрофобна молекула като йод, мастна киселина или ароматно съединение. Тази форма е известна като V -форма и по този начин амилопектинът се свързва за амилозата, за да образува нишесте (скорбяла). Съществуват множество различни вариации в тази група. Всяка се обозначава с V и долен индекс показващ броя на глюкозните остатъци в един оборот от спиралата. Най-честа е V6 формата, с шест глюкозни остатъка на всеки оборот. V8 както и V7 са форми, които също се срещат. Те осигуряват даже по-голямо пространство за други молекули, които да се втъкмят в спиралата.

## Физични свойства
За разлика от амилопектина, амилозата е неразтворима във вода.
Рентгено-дифракционен анализ в съчетание с компютърна обработка са установили A-, B-, и C- полиморфни форми на амилозата. Всяка от тях съответства и на A-, B-, или C- формите на скорбялата. A- и B- имат различни спирални структури, както и различно съдържание на вода, докато C- структурата е смес от A- and B- клъстери, водещо до междинна плътност на опаковане от двете форми.

## Функция
Амилозата е важна за растенията като резерв на енергия. Тя по-бавно се смила от амилопектина; но защото е по-малко разклонена, заема и по-малко място. Вследствие на това е предпочитана като енергиен запас от растенията. Хидролазата α-амилаза е отговорна за нарязването на скорбялата до малтотриоза и малтоза, които натам се използват като енергиен източник.